# 東未結
東 未結（あずま みう、2009年6月22日 - ）は、日本の女優、子役。京都府出身。劇団ひまわり所属。

## 略歴
特技
バレエ、ジャズダンス、歌、水泳。

## 出演

### テレビドラマ
- 安楽椅子探偵 ONSTAGE 解決編（2017年1月13日、ABCドラマ）
- 恐怖新聞 第3話（2020年9月12日、東海テレビ）- 幼き明日香 役
- 連続テレビ小説スカーレット （ - 2020年3月28日、NHK総合）- 大野桜 役

### バラエティ
- 4匹のクツガエル（2021年1月23日、日本テレビ）